# Prosimulium asema
Prosimulium asema är en tvåvingeart som först beskrevs av Rubtsov 1956.  Prosimulium asema ingår i släktet Prosimulium och familjen knott. Inga underarter finns listade i Catalogue of Life.